# Bahnhof Singen (Hohentwiel)
Der Bahnhof Singen (Hohentwiel) ist ein wichtiger regionaler Eisenbahnknoten und Umsteigebahnhof im südlichen Baden-Württemberg, an dem drei, früher vier, Eisenbahnstrecken aufeinandertreffen. Der Bahnhof ist Intercity-Systemhalt.

## Name
Bahnamtlich heißt der Bahnhof Singen (Hohentwiel). Darüber hinaus sind auch die Kurzbezeichnungen Singen (Hohentw), Singen (Htw) und Singen gebräuchlich.

## Bahnstrecken
Singen ist Endpunkt der Schwarzwaldbahn, die Offenburg mit der Stadt verbindet. Die Hochrheinbahn stellt Verbindungen nach Basel und Konstanz her. Die 1912 eröffnete Randenbahn von Singen nach Beuren-Büßlingen wurde 1966 stillgelegt und später abgebaut, die Bahnstrecke Etzwilen–Singen über Rielasingen zum Bahnhof Etzwilen in der Schweiz dient heute als Museumsbahn.

## Geschichte
Singen verdankt seine Entwicklung vom Bauerndorf zur Industriestadt in erster Linie seiner Rolle als Eisenbahnknoten. Die Eisenbahn erreichte 1863 erstmals das Dorf, als die Hochrheinbahn von Basel nach Konstanz fertiggestellt wurde. Zehn Jahre später war auch der Bau der Schwarzwaldbahn abgeschlossen, die in Singen in die Hochrheinbahn einmündet. Die Strecke nach Etzwilen vervollständigte das Netz, von dem Singen profitierte.
Große schweizerische Unternehmen siedelten nicht zuletzt wegen des guten Bahnanschlusses ihre deutschen Zweigwerke in Singen an. Die Fabrikarbeiter kamen nun in großer Zahl mit dem Zug zur Arbeit nach Singen.
In der Nacht vom 9. auf den 10. April 1917 übernachtete Wladimir Iljitsch Lenin in einem Sonderzug im Bahnhof Singen im Rahmen der Reise Lenins im plombierten Wagen nach Sankt Petersburg.
Die Eisenbahn war früher einer der größten Arbeitgeber in Singen. Das erste Stationsgebäude wurde bald von einem soliden Bahnhofsbau ersetzt, der leicht verändert heute noch steht. Der Güterbahnhof, der früher auf der anderen Seite der Gleise direkt bei den Fabriken stand, wurde bald zu klein. Daher baute man 1927 einen eigenen Güterbahnhof.
1989 wurde die Strecke zwischen Schaffhausen und Singen (Hohentwiel) elektrifiziert.

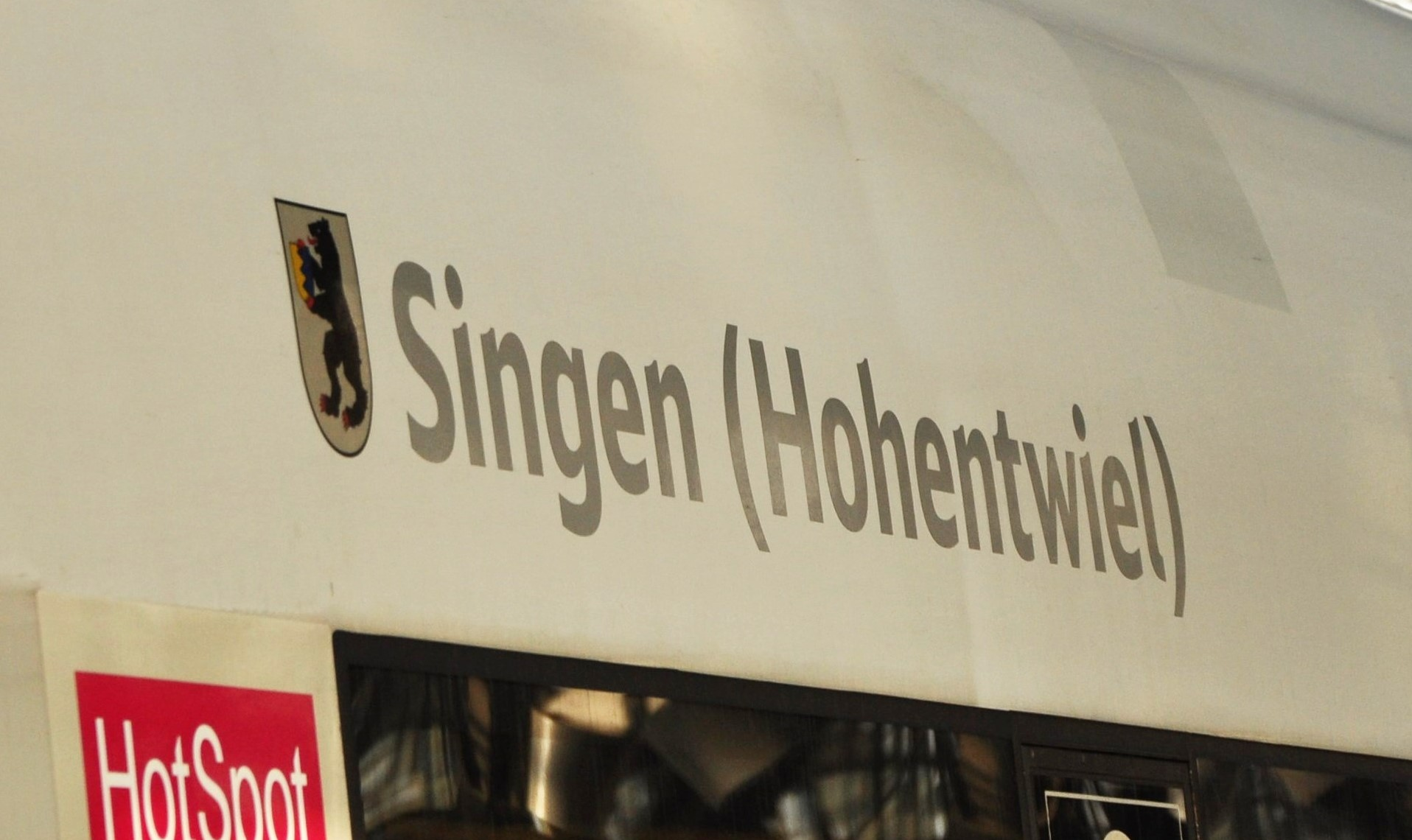
Intercity-Express mit dem Taufnamen „Singen (Hohentwiel)“

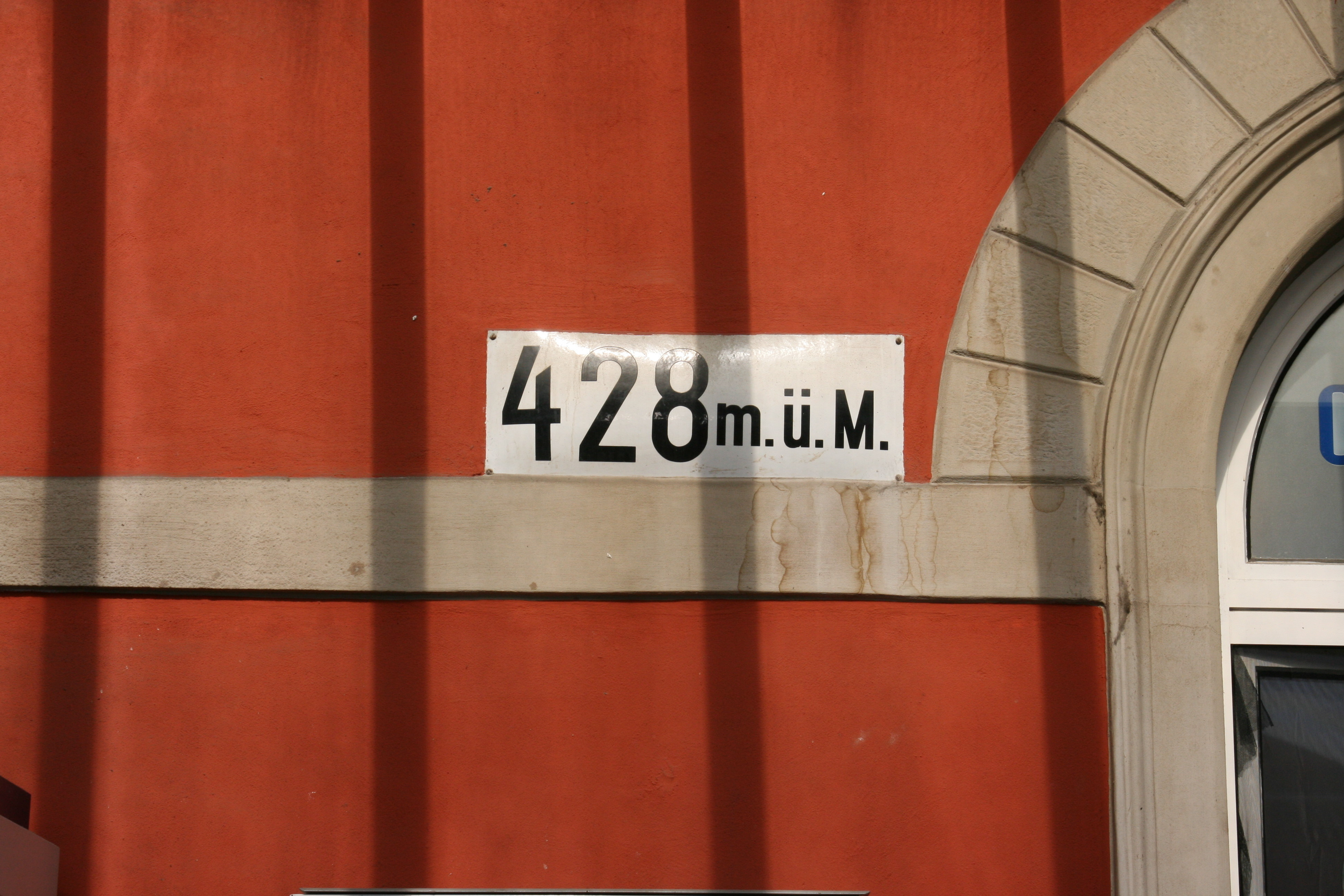
Höhenmarke

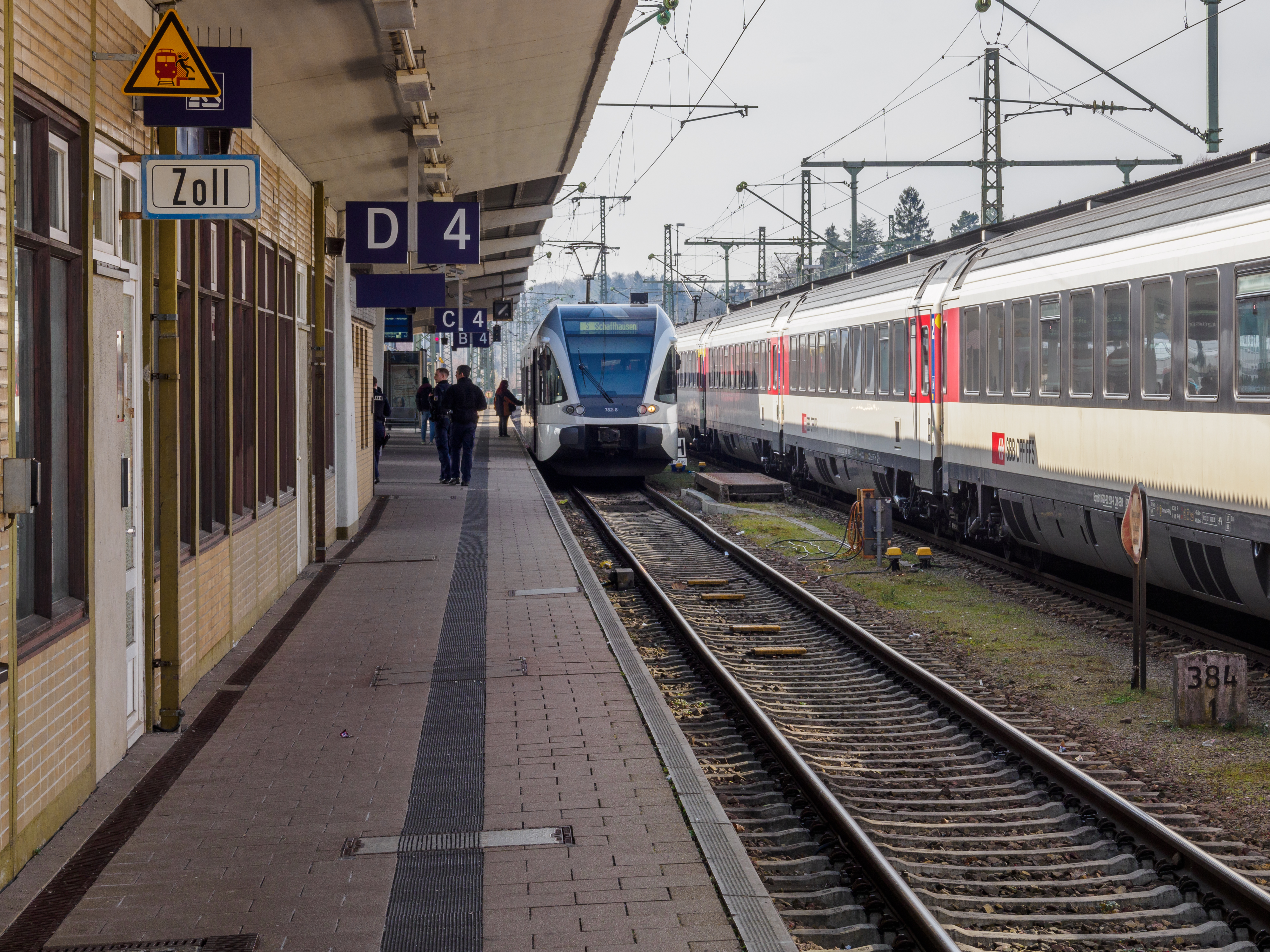
Zoll am Gleis 4

Am 7. Juni 2008 wurde im Bahnhof Singen der ICE-3-Triebzug 315 auf den Namen Singen (Hohentwiel) „getauft“.
Nach einer Entgleisung eines rangierenden Güterzuges am 3. Juni 2025 wurde der Betrieb zunächst eingestellt. Bei dem Unfall wurden Weichen, Gleisabschnitte, Oberleitungsmäste mit Oberleitung sowie 60 Schwellen massiv beschädigt. Ab dem 6. Juni wurde der Betrieb des RE 3 Richtung Basel Bad Bf wieder aufgenommen, welcher als Dieselzug die Strecke bis Singen befahren kann. Der Güterzug war weitgehend leer und nur teilweise mit Metallabfällen beladen. Personen wurden laut Bundespolizei keine verletzt. Die Reparaturarbeiten an der Oberleitung wurden am Abend des 9. Juni 2025 beendet und der Bahnbetrieb schrittweise wieder aufgenommen.

## Bahnsteige
| Gleis | Länge in m | Höhe in cm |
| ----- | ---------- | ---------- |
| 1     | 487        | 38         |
| 2     | 334        | 55         |
| 3     | 334        | 55         |
| 4     | 476        | 55         |
| 5     | 476        | 55         |
| 6     | 110        | 38         |
| 7     | 152        | 38         |
| 8     | 125        | 38         |

## Betrieb

### Personenverkehr

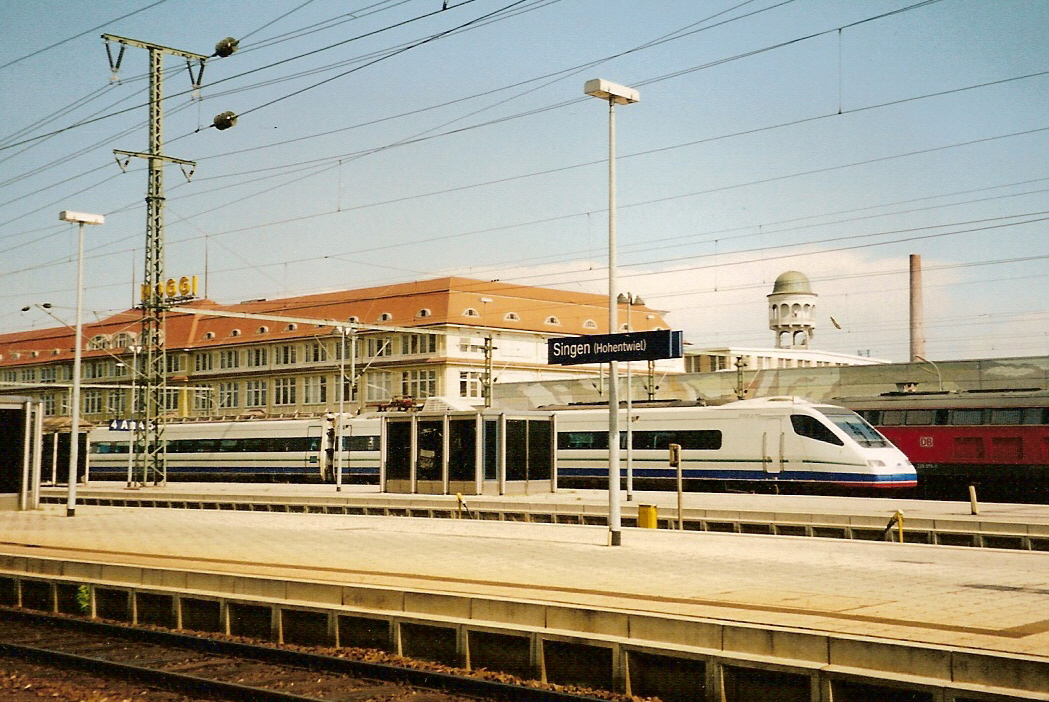
Cisalpino der Baureihe ETR 470 im Bahnhof Singen (2004)

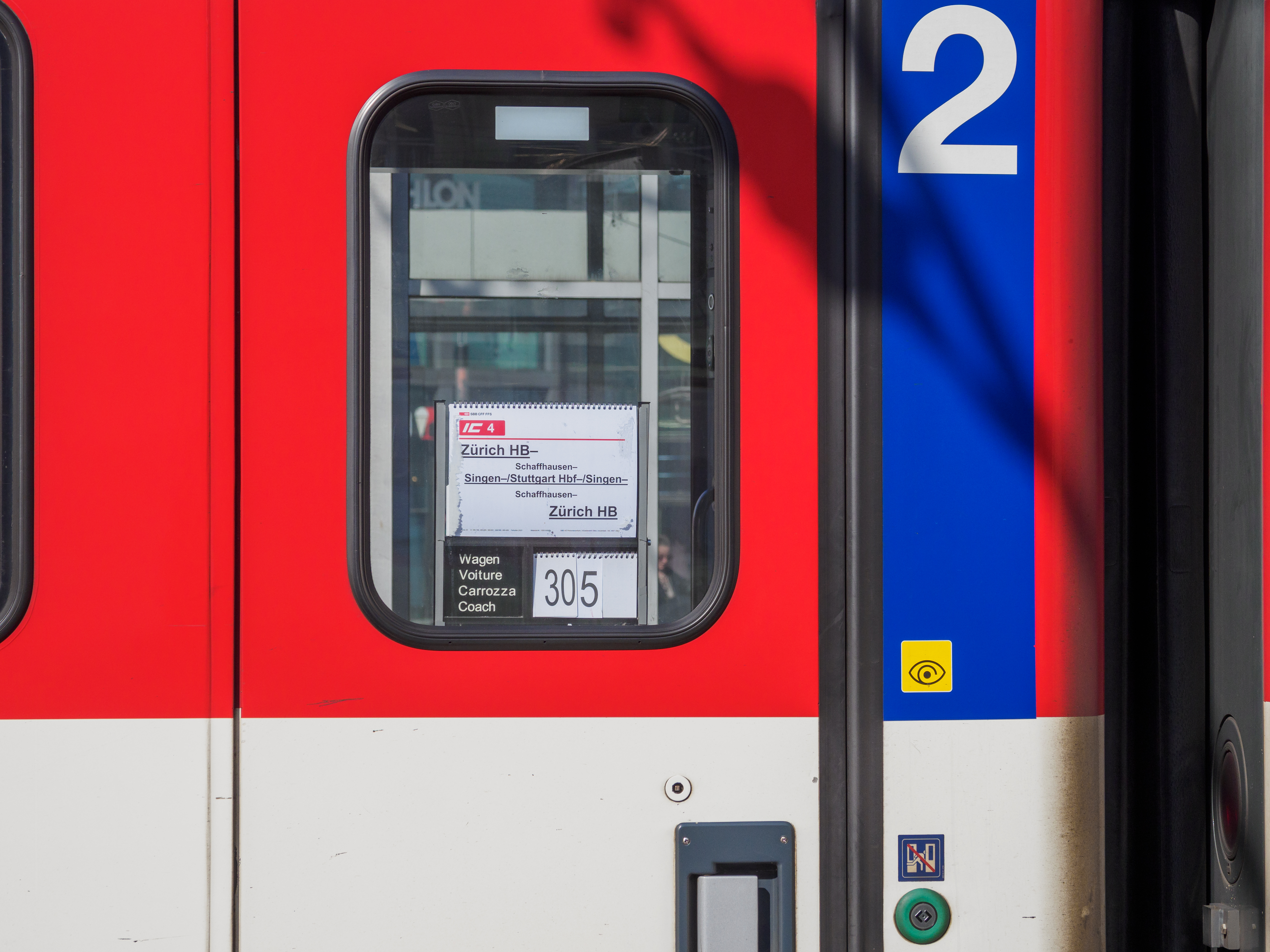
Ein Eurocity-Wagen der SBB im IC 4 Zürich-Stuttgart-Zürich in Singen (Hohentwiel)

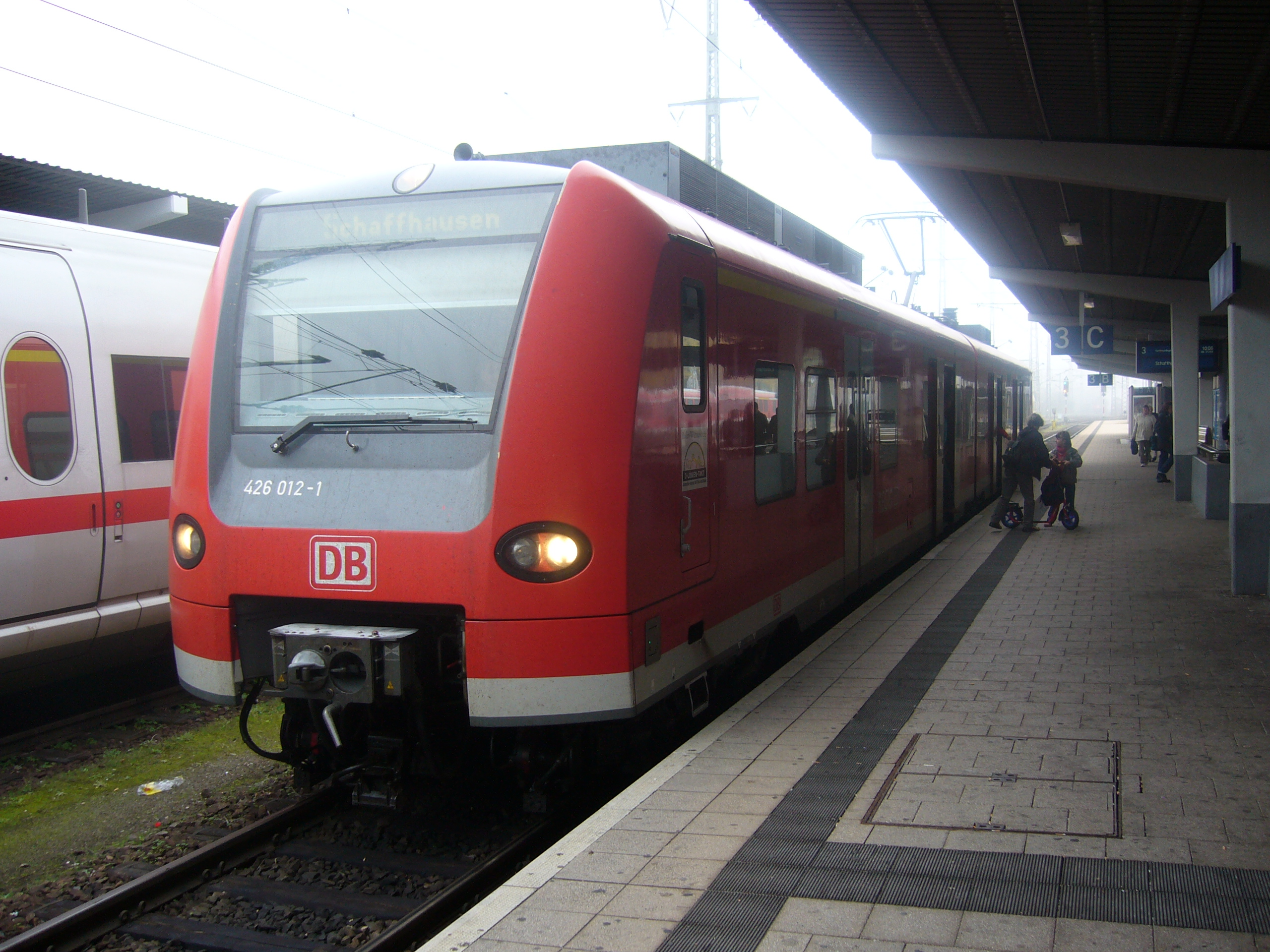
Regionalbahn nach Schaffhausen im Bahnhof Singen (Hohentwiel)

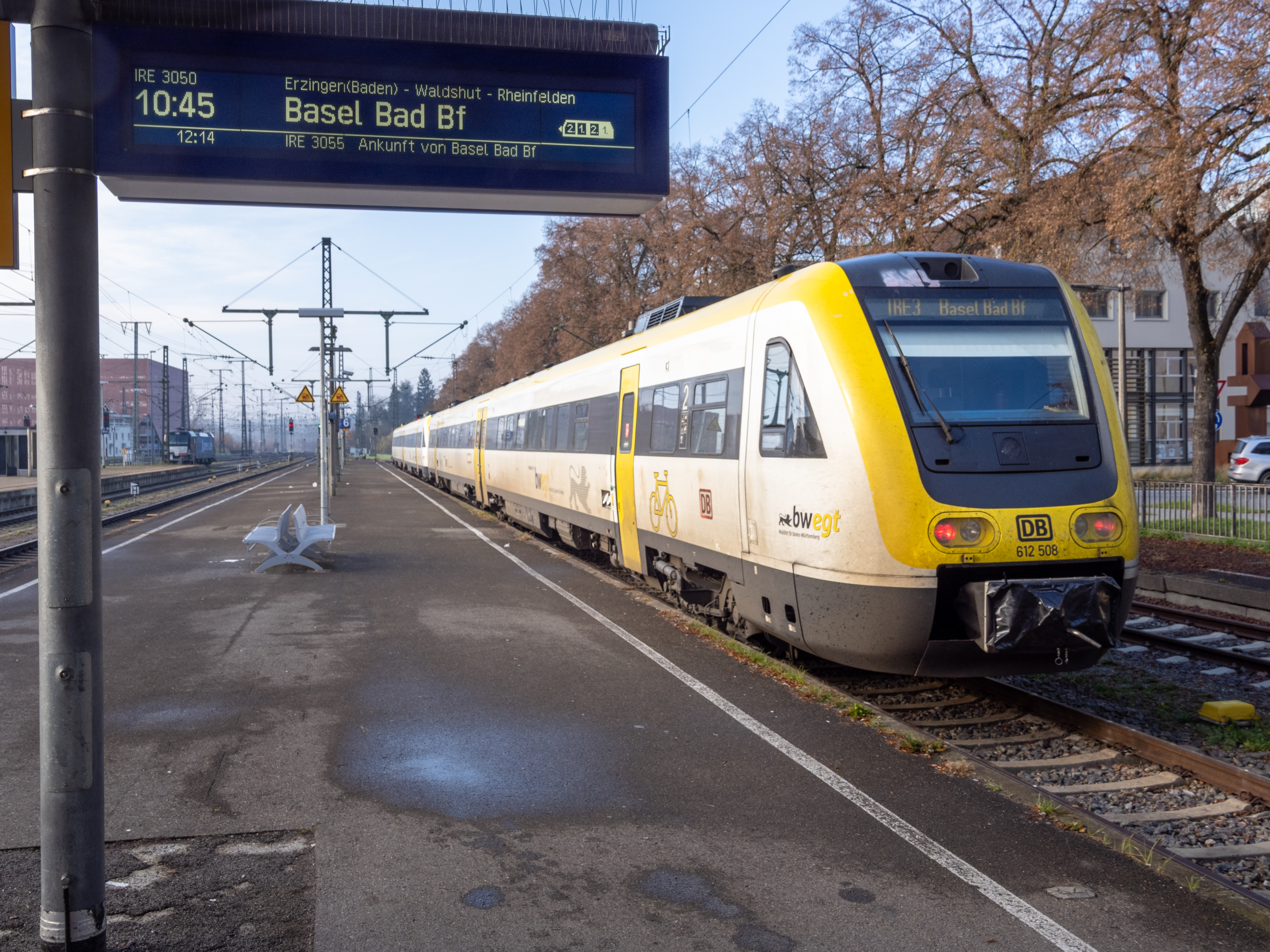
IRE 3 nach Basel Bad Bf in Singen

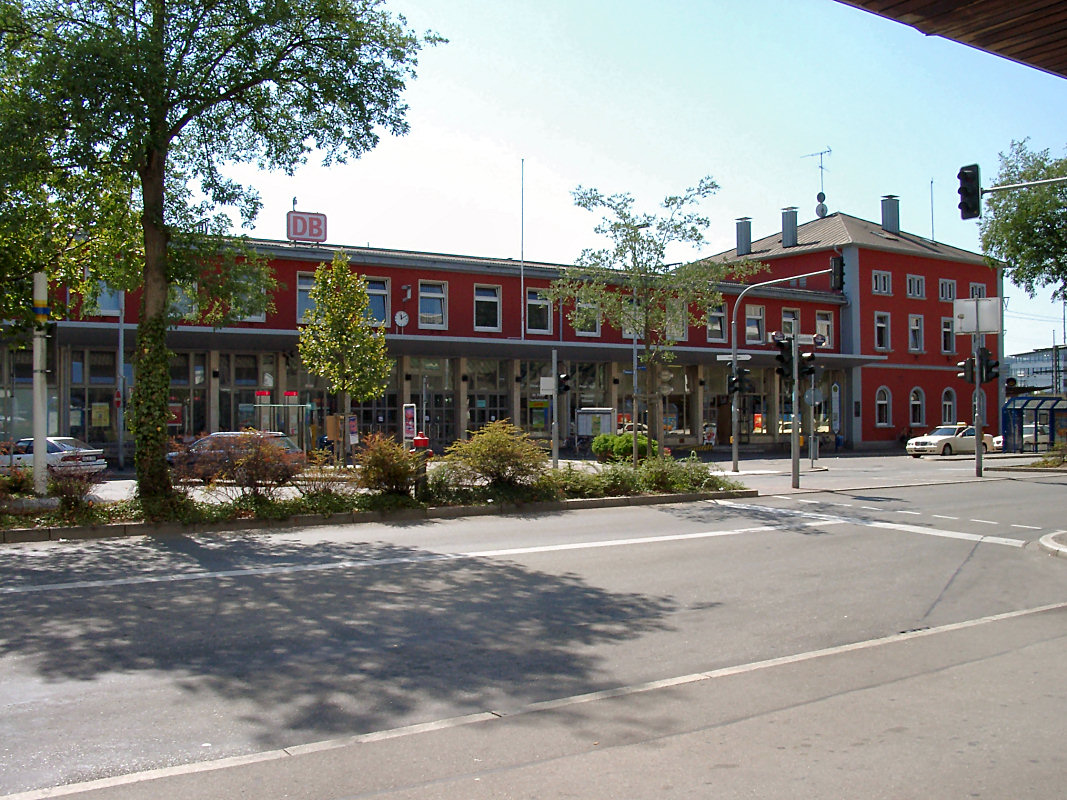
Bahnhof Singen vor Umbau des Bahnhofareals 2020

Singen (Hohentwiel) gehört seit dessen Gründung im Jahre 1996 dem Verkehrsverbund Hegau-Bodensee (VHB) an. Der Bahnhof ist Systemhalt der zweistündlich verkehrenden Intercity-Züge von Stuttgart über Singen und Schaffhausen nach Zürich. Hierbei handelt es sich in Deutschland um die Linie IC/RE 87, in der Schweiz um die Linie IC 4, wobei jeder zweite Zug durchgebunden wird. Einzelne Intercity-Züge werden alternativ nach Konstanz geführt.
Des Weiteren verkehrt mit dem Zugpaar „Bodensee“, welches Konstanz mit Emden verbindet, ein Intercity der Linie 35 über die Schwarzwaldbahn. Er fährt freitags und samstags an den Bodensee sowie samstags und sonntags zurück.
Der Intercity „Schwarzwald“ von Hamburg nach Konstanz beziehungsweise in Gegenrichtung nach Stralsund verkehrte bis zur Einstellung im Dezember 2014 täglich im Takt der Schwarzwaldbahn-Regionalzüge und ersetzte diese ab Offenburg.
| Linie                 | Strecke | Frequenz                                                 | Betreiber                              |
| --------------------- | --- | -------------------------------------------------------- | -------------------------------------- |
| 4                     | Zürich – Schaffhausen – Singen (Hohentwiel) | 60-Minuten-Takt                                          | DB Fernverkehr (bis Schaffhausen: SBB) |
| IC 35                 | Emden – Münster (Westf) – Duisburg – Köln – Bonn – Koblenz – Mannheim – Karlsruhe – Offenburg – Villingen (Schwarzw) – Singen (Hohentwiel) – Radolfzell – Konstanz | 2 Zugpaare am Wochenende                                 | DB Fernverkehr                         |
| ICE 26                | Hamburg-Altona – Lüneburg – Hannover – Göttingen – Gießen – Frankfurt (Main) – Karlsruhe – Offenburg – Villingen (Schwarzw) – Singen (Hohentwiel) – Radolfzell – Konstanz | 27. Mai bis 9. Sep 2023 wochenends                       | DB Fernverkehr                         |
| Zugpaar ICE 1578/1579 | Konstanz – Radolfzell – Singen (Hohentwiel) – Donaueschingen – Villingen (Schwarzw) – Offenburg – Karlsruhe – Bruchsal – Heidelberg – Bensheim – Darmstadt – Frankfurt (Main) – Gießen – Marburg – Kassel-Wilhelmshöfe – Göttingen – Hannover – Celle – Bad Bevensen – Lüneburg – Hamburg (– Schwerin – Bad Kleinen – Bützow – Rostock – Velgast – Stralsund) | 1. März 2025 bis 26. Juli 2025 wochenends                | DB Fernverkehr                         |
| IC 87/RE 87           | Stuttgart – Horb – Rottweil – Tuttlingen – Singen (Hohentwiel) (– Konstanz) | 60-Minuten-Takt                                          | DB Fernverkehr                         |
| IC 87/RE 87           | Stuttgart – Bruchsal – Karlsruhe – Offenburg – Villingen (Schwarzw) – Singen (Hohentwiel) – Konstanz | einzelne Fahrten (3. Jun bis 26. Okt 2023)               | DB Fernverkehr                         |
| RE 2                  | Karlsruhe – Baden-Baden – Achern – Offenburg – Villingen (Schwarzw) – Singen (Hohentwiel) – Radolfzell – Konstanz | 60-Minuten-Takt                                          | DB Regio Baden-Württemberg             |
| RE 3                  | Basel Bad Bf – Rheinfelden (Baden) – Bad Säckingen – Waldshut – Schaffhausen – Singen (Hohentwiel) (– Radolfzell – Friedrichshafen Stadt – Friedrichshafen Hafen) | 60/120-Minuten-Takt                                      | DB Regio Baden-Württemberg             |
| RE 4                  | Stuttgart – Böblingen – Herrenberg – Eutingen im Gäu – Horb – Rottweil – Tuttlingen – Singen (Hohentwiel) – Radolfzell – Konstanz | Ein Zugpaar am Wochenende                                | DB Regio Baden-Württemberg             |
| RE 4/RE 14a           | (Stuttgart – Böblingen – Herrenberg – Eutingen im Gäu – Horb – )Rottweil – Tuttlingen – Singen (Hohentwiel) – Radolfzell – Konstanz | mehrere Zugpaare wöchentlich                             | DB Regio Baden-Württemberg             |
| S 6                   | Engen – Mühlhausen (b Engen) – Singen (Hohentwiel) – Radolfzell – Allensbach – Konstanz | 30-Minuten-Takt                                          | SBB GmbH                               |
| RB 31                 | Singen (Hohentwiel) – Radolfzell – Überlingen – Friedrichshafen Stadt | Einzelne Züge                                            | DB Regio Baden-Württemberg             |
| S 62                  | Schaffhausen – Thayngen – Gottmadingen – Singen (Hohentwiel) (–Konstanz) | 30-Minuten-Takt                                          | SBB GmbH                               |
| FEX 8                 | Stuttgart – Böblingen – Horb – Tuttlingen – Singen (Hohentwiel) – Radolfzell – Konstanz | ein Zugpaar Sams-, Sonn- und Feiertags im Sommerhalbjahr | SVG                                    |
| FEX 12                | Stuttgart – Ulm – Aulendorf – Friedrichshafen Stadt – Radolfzell – Singen (Hohentwiel) | ein Zugpaar Sams-, Sonn- und Feiertags im Sommerhalbjahr | SVG                                    |

(Stand 2025)

### Güterverkehr
Der Güterverkehr wird über ein Containerterminal im Industriegebiet abgewickelt, welches Verbindungen bis nach Italien anbietet.

## Zukunft
Im Mai 2022 wurde die Planung der Verkehrsstation ausgeschrieben. Unter anderem soll der Bahnsteig an den Gleisen 1, 6 und 8 in 55 cm Höhe über Schienenoberkante neu errichtet werden. An weiteren Bahnsteigen sind Anpassungen geplant.
Zur Umfahrung des Bahnhofs mit Fernverkehrszügen wird eine eingleisige und mit 80 km/h befahrbare Verbindungskurve („Singener Kurve“) für den Fernverkehr erwogen.